# صنباط
صِنْباط أو الناسك (الاسم العلمي Coenobita)، جنس سلطعونات أرضية من القشريات وفصيلة الناسكيات. أنواعه 16.

## التوزيع
توجد أغلب الأنواع في منطقة المحيط الهادي الهندي. وهناك نوع واحد فقط يوجد في غرب أفريقيا، وآخر يوجد على طول سواحل المحيط الأطلسي الغربي، وهناك نوع ثالث يوجد على سواحل المحيط الهادي الأمريكتين.